# BI砲
BI砲（ビーアイほう、B-I Cannon）は、1960年代後半から1970年代初頭にかけて日本プロレスで活動したジャイアント馬場とアントニオ猪木のプロレスのタッグチーム。
「BI砲」の名称は当時、プロ野球界で王貞治（Oh）と長嶋茂雄（Nagashima）のコンビが「ON砲」と呼ばれていたことから、馬場（Baba）と猪木（Inoki）の頭文字を取って名付けられた。命名者は当時、日本テレビのアナウンサーとして日本プロレス中継で実況を担当していた徳光和夫。

## 概要
1967年5月12日、岐阜大会でのワルドー・フォン・エリック&マイク・デビアス戦において、東京プロレスが崩壊し同月より日本プロレスに復帰したアントニオ猪木と、当時の団体エースであるジャイアント馬場とのタッグチームが実現。これが「BI砲」としての正式なチーム初結成であり、以降、日本プロレスの看板コンビとして活躍するようになる。
同年10月31日、カウボーイ・ビル・ワット&ターザン・タイラーを破りインターナショナル・タッグ王座を獲得、第9代のチャンピオン・チームとなる。日本プロレスのタッグにおけるフラッグシップ・タイトルだった同王座には、第9代、10代、12代、14代（防衛回数は順に0、11、4、14回）と、合計4回にわたって戴冠した。
1971年12月7日、札幌での防衛戦において、ドリー・ファンク・ジュニア&テリー・ファンク（ザ・ファンクス）に敗れて王座から陥落したことを最後にコンビは消滅。以後、両者とも日本プロレスを離れ、独自の団体を旗揚げして袂を分かったため再結成は実現しなかったが、1979年8月26日、日本武道館で行われたプロレス夢のオールスター戦にて、一夜限りの復活を果たした（対戦相手はアブドーラ・ザ・ブッチャー&タイガー・ジェット・シン）。
なお、馬場は「日本プロレス時代に戻れるとしたら、もう一度組みたいのは吉村道明さんか坂口征二」と語っていた。

## 年譜
- 1960年9月30日　日本プロレスの台東区体育館大会で馬場正平、猪木寛至が同日デビュー。
- 1967年10月6日　馬場が吉村道明と組んで保持していたインターナショナル・タッグ王座戦でカウボーイ・ビル・ワット&ターザン・タイラーに敗れ王座陥落。この試合の後、吉村が王座海外流出阻止のため馬場のパートナーを辞退して代わりに猪木が起用される。
- 1967年10月31日　大阪府立体育館で行われたインターナショナル・タッグ王座戦でワット&タイラーを破りBI砲初の王座戴冠。
- 1968年1月8日　広島県立体育館での防衛戦を猪木が広島空港の雪害による閉鎖で会場入りできずに欠場、王座返上。
- 1968年2月3日　空位となったインタータッグ王座の決定戦でクラッシャー・リソワスキー&ビル・ミラーを破り王座復帰。
- 1969年1月9日　広島県立体育館でウィルバー・スナイダー&ダニー・ホッジに敗れインタータッグ王座転落。
- 1969年2月4日　札幌中島体育センターでスナイダー&ホッジを破り王座復帰。
- 1969年8月11日　札幌大会でディック・ザ・ブルーザー&クラッシャー・リソワスキーに敗れ王座転落。
- 1969年8月13日　大阪大会でブルーザー&クラッシャーを破り王座復帰。
- 1969年11月28日　蔵前国技館でドリー・ファンク・ジュニア（NWA世界ヘビー級王者）とダニー・ホッジ（NWA世界ジュニアヘビー級王者）の現役NWA王者コンビの挑戦を受け、時間切れ引き分けで防衛。
- 1971年12月7日　ザ・ファンクス（ドリー・ファンク・ジュニア&テリー・ファンク）に敗れインタータッグ王座転落。この試合を最後に猪木は日本プロレスを追放される。
- 1979年8月26日　プロレス夢のオールスター戦でBI砲復活。アブドーラ・ザ・ブッチャー&タイガー・ジェット・シンを破る。
- 1998年4月4日　アントニオ猪木引退。
- 1999年1月31日　ジャイアント馬場死去。享年61。二度目の復活は実現しないままであった。
- 2022年10月1日　アントニオ猪木死去。享年79。

## 主な対戦チーム
- ビル・ワット&ターザン・タイラー
- クラッシャー・リソワスキー&ビル・ミラー
- ディック・ザ・ブルーザー&ハーリー・レイス
- フレッド・ブラッシー&ターザン・タイラー
- カリプス・ハリケーン&マリオ・ミラノ
- ブルーノ・サンマルチノ&レイ・スティーブンス
- マッドドッグ・バション&キラー・カール・コックス
- ウィルバー・スナイダー&ダニー・ホッジ
- ザ・デストロイヤー&ブル・ラモス
- スカル・マーフィー&ブルート・バーナード
- ディック・ザ・ブルーザー&クラッシャー・リソワスキー
- ザ・デストロイヤー&バディ・オースチン
- ドリー・ファンク・ジュニア&ダニー・ホッジ
- ボボ・ブラジル&ハンク・ジェームス
- ボボ・ブラジル&デール・ルイス
- フリッツ・フォン・エリック&プリンス・イヤウケア
- ブルート・バーナード&ムース・ショーラック
- ドリー・ファンク・ジュニア&テリー・ファンク
- ジン・キニスキー&ジョニー・バレンタイン
- ザ・ストンパー&ザ・ケンタッキアン
- ミル・マスカラス&スパイロス・アリオン
- イワン・コロフ&ダッチ・サベージ
- ドン・レオ・ジョナサン&クリス・マルコフ
- ジ・アサシンズ（トム・レネスト&ジョディ・ハミルトン）
- アーニー・ラッド&ジョニー・クイン
- キラー・コワルスキー&ボブ・エリス
- アブドーラ・ザ・ブッチャー&タイガー・ジェット・シン

## 備考
- 1997年、馬場が全日本プロレスに参戦していた池田大輔（当時：格闘探偵団バトラーツ）と「新BI砲」を結成した。
- 2011年8月27日に行われた「ALL TOGETHER」において結成された、馬場と猪木それぞれの弟子である小橋建太と武藤敬司のタッグチームは「平成のBI砲」と呼ばれた[5]。
- 同日開かれた「INOKI GENOME 〜Super Stars Festival 2011〜」の猪木劇場において、チェ・ホンマンが馬場に扮してBI砲を再現し、アブドーラ・ザ・ブッチャー&タイガー・ジェット・シンと絡んだ。
- 女子プロレス「スターダム」における愛川ゆず季&美闘陽子のタッグチーム名は、BI砲をもじって「BY砲」としている。